# プラズマ支援燃焼
プラズマ支援燃焼（プラズマしえんねんしょう、英語: Plasma assisted combustion）は、プラズマを用いて燃焼を促進、安定化、希薄限界の拡大を行う手法のこと。熱平衡プラズマによるものと非平衡プラズマによるものとに大別される。

## 概要
物質の第4の状態として知られているプラズマは、活性化学種や熱を作り出すだけでなく輸送現象を変更することが可能である。これらの効果による燃焼や排出物制御が期待されている。プラズマが火炎に与える影響は大きく3種類の経路に分けられる。
- 熱的経路 - 温度上昇
- 化学反応的経路 - イオン、電子、ラジカル、励起化学種の生成
- 輸送的経路 - イオン風、燃料の断片化

プラズマの特性はそれぞれの条件によって大きく異なるため、上記の経路が異なった形で相互作用しながら発生する。

### 熱平衡プラズマ支援燃焼
電子温度と重粒子温度が平衡しているプラズマを熱平衡プラズマと呼ぶ。一般に、熱平衡プラズマでは、電極や境界壁近傍を除いて局所熱平衡（LTE）のもとで、平衡温度Tのみの関数として基礎物性値が評価されており、化学燃焼過程の解析と同じ解析手法を用いている。

### 非平衡プラズマ支援燃焼
電子温度と重粒子温度が平衡しておらず、互いに異なっているプラズマを非平衡プラズマと呼ぶ。非平衡プラズマにおいて特徴的なことは、電子が化学反応の主役となることである。熱平衡状態においては重粒子温度が高くなければ発生しない反応を、非平衡プラズマにおいては高い電子温度によって発生させることが可能となる。このため、燃焼反応を熱平衡下での動作点から逸脱させることが可能である。このようにプラズマ支援によって非平衡化学反応を引き起こし、新しい燃焼状態を実現しようとするのが非平衡プラズマ支援燃焼の考え方である。